# Helige Methodios kapell, Hodonín
Helige Methodios kapell är ett tjeckist-slovakiskt-ortodoxt kapell, beläget på en kyrkogård i staden Hodonín i regionen Mähren i östra Tjeckien.
Kapellet är helgat åt missionären och helgonet Heliga Methodios som tillsammans med sin bror, Heliga Kyrillos, spred kristendomen bland de slaviska folken under 800-talet och skapade det glagolitiska alfabetet.
Det tillhör Olomoucs och Brnos stift.

## Historik
Helige Methodios kapell i Hodonín har rötter från år 1899, då kyrkogården anlades. Kyrkogården hade tidigare legat vid den romersk-katolska Sankt Vitus kyrka, men det beslutades att den skulle flyttas. 1902 gjordes den äldre gården om till en park och avskaffades.
Sedan den 3 mars 1958 är kapellet ett skyddat monument.

## Kapellet
Kapellet är byggt i nygostiskt stil och är gjort av tegel.

## Bilder

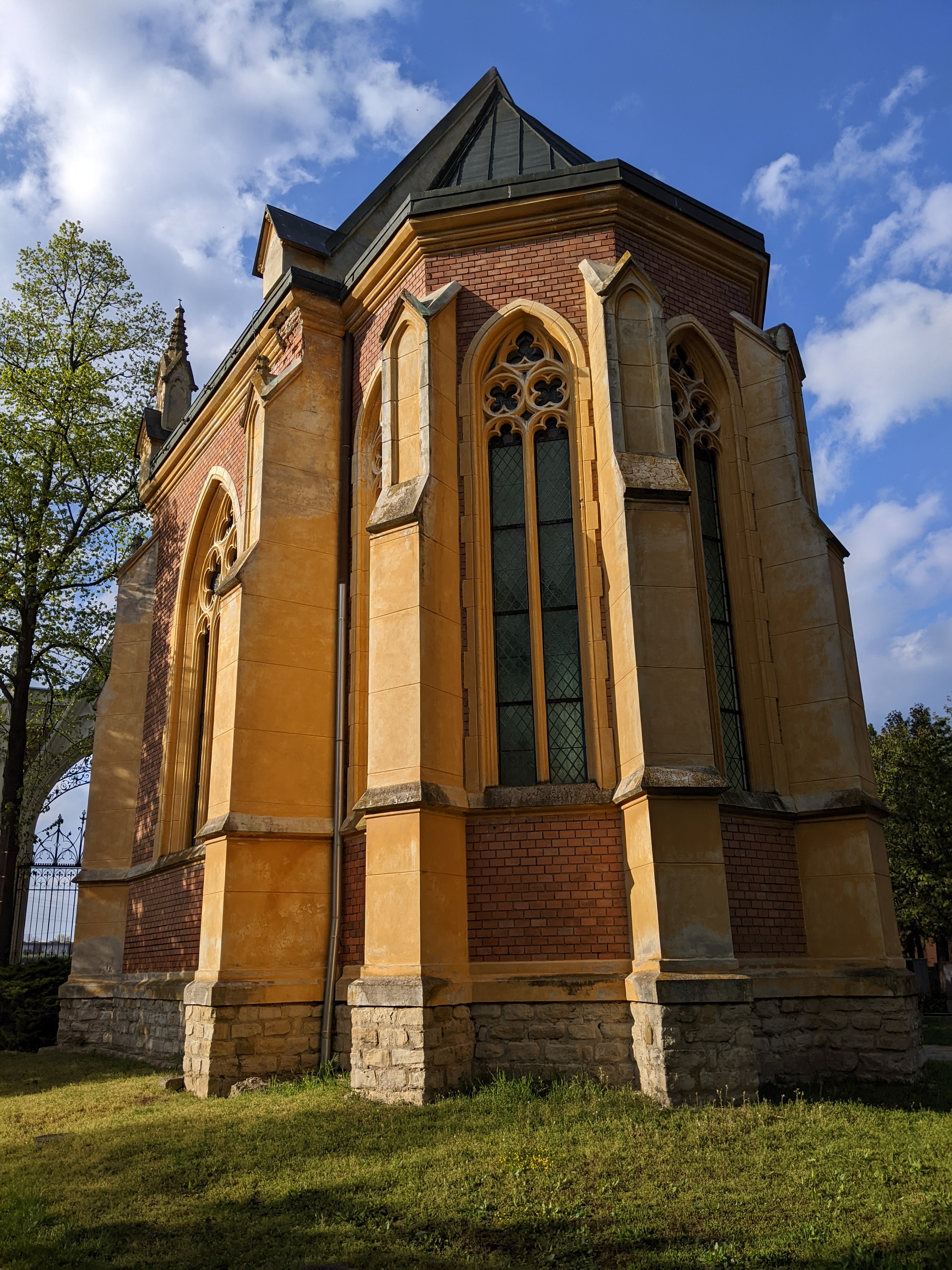
Baksidan.
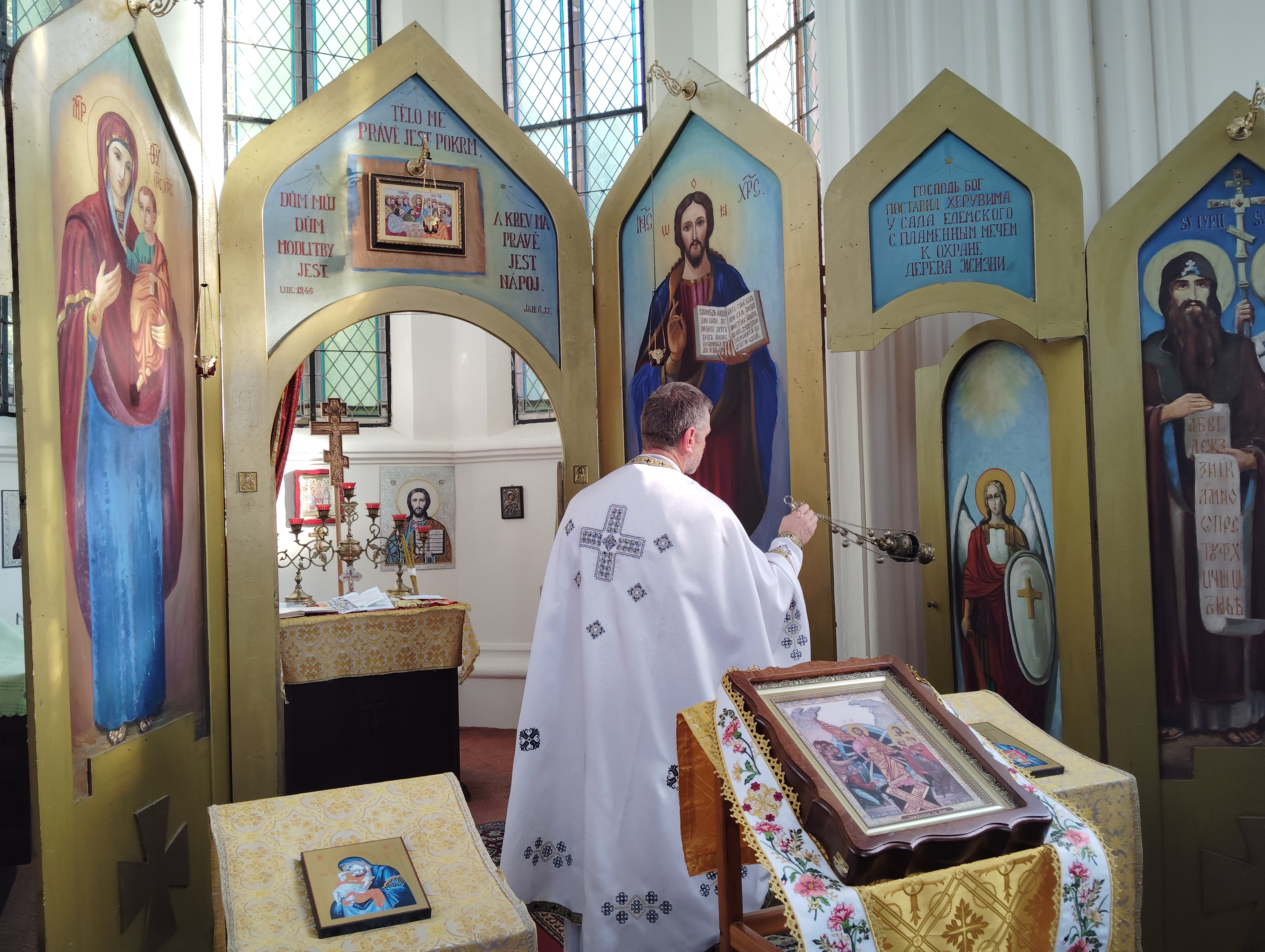
Kapellets ikonostas.